# 인도의 대량살상무기
인도는 화학무기 보유국이면서 동시에 핵무기 보유국이다.
비록 인도는 핵무기 보유량에 대해 어떤 공식적인 발표가 없지만, 80에서 100발 정도의 핵탄두를 보유했을 것으로 추측된다.
1999년 인도는 4200 kg의 플루토늄을 분리했다. 이는 핵탄두 1000발 분량이다.
인도는 핵확산방지조약(NPT) 미가입국이지만, 화학무기금지조약과 생물무기금지협약의 가입국이다.

## 미국
2006년 3월 2일, 미국-인도 원자력 협정이 체결되었다. 미국이 인도의 평화적 핵활동을 지원한다는 약속과 함께 인도의 핵보유를 기정사실로 인정하는 파격적인 내용을 담고 있다.
이 협정은 핵확산방지조약(NPT) 가입국도 아닌 인도에 사실상 핵보유 강국이 되도록 미국 정부가 적극 지원하는 조항들을 담고 있다는 점에서 국제적으로 큰 논란을 빚고 있다.
이 협정에 대해 전 국제원자력기구(IAEA) 파키스탄 대사였던 사르와르 나크비는 "양국 간의 핵 협정으로 인해 인도가 우라늄을 군사적으로 이용할 수 있게 되어서, 파키스탄의 불안감이 더욱 높아졌다"고 비판했다.
2010년 7월 30일, 미국과 인도가 미국에서 사용한 핵연료의 재처리를 인도가 맡기로 하는 협정을 체결했다. 이번 협정에 따라 인도는 국제원자력기구(IAEA) 관리 아래 핵연료 재처리시설을 만들고 미국에서 사용한 핵연료를 재처리하게 된다.
2016년 6월 7일, 미국의 웨스팅하우스가 인도에 원자력발전소 6개를 짓기로 인도원전공사와 합의했다.

## 일본
인도는 전력 부족을 해결하기 위해 2032년까지 원자로 40기를 건설한다는 계획이다. 이 가운데 30기는 미국, 프랑스, 러시아에 이미 할당됐다. 나머지 10기 건설을 놓고 한국, 중국, 일본이 경쟁하고 있다. 각 원자로당 40억 달러씩 전체 시장 가치가 200조엔에 이를 것으로 추산되고 있어 매력적인 산업으로 평가된다.
2015년 12월 14일, 스가 요시히데(菅義偉) 관방장관은 NPT 미가입국 인도에 일본의 원자력 관련 기술 수출을 가능하게 하면서 논란을 부른 양국 간 원자력협정과 관련해 "인도가 핵실험에 실시하면 협력을 중단할 방침이라고 말했다.
2016년 11월 11일, 아베 신조(安倍晋三) 총리 도쿄 총리관저에서 나렌드라 모디 인도 총리와 정상회담을 열고 일본이 인도에 원자력발전 관련 자재·기기·기술 등을 수출할 수 있게 하는 내용의 인도-일본 원자력 협정을 체결했다. 일본이 NPT 비가맹국과 원전 협정을 맺은 것은 이번이 처음이다.
2017년 1월, 일본 아베 총리는 인도를 직접 방문하여, NPT 미가입국가인 인도의 핵 보유를 공식 인정하고 인도 정부와 원자력분야 협력을 적극 추진할 계획이다.

## 호주
2014년 9월 5일, 인도를 방문 중인 토니 애벗 호주 총리가 나렌드라 모디 인도 총리를 만나 발전용 우라늄을 인도에 수출하기로 하는 협정에 서명했다.
세계에서 3번째로 많은 우라늄을 생산하는 호주는 인도가 핵무기를 갖고 있으면서도 핵무기비확산조약(NPT)에 가입하지 않았다는 이유로 인도에 대한 우라늄 수출을 전면 금지했다. 하지만, 줄리아 길라드 전 총리가 2011년 인도에 우라늄 수출을 허용하겠다고 밝히면서 양국은 수출 재개를 위한 협상을 벌여왔다.
인도에는 천연자원인 우라늄이 없다. NPT 미가입과 핵무기 개발을 이유로, 미국이 30년 동안 인도의 우라늄 수입을 막아왔다. 인도는 토륨 원전을 개발해서 우라늄이 없는 문제를 해결하려고 노력했지만, 매우 오랜 시간 동안 경제 개발이 지체되었다. 2006년 미국이 미국-인도 원자력 협정으로 대규모의 우라늄 수입을 허용하자, 인도는 수십개의 원전을 건설중이다.

## 대한민국
2010년 8월, 대한민국-인도 원자력 협정이 체결되었다.

## 같이 보기
- 인도군